# Nuoto ai XIII Giochi panamericani
Il nuoto ai Giochi panamericani 1999 ha visto lo svolgimento di 32 gare, 16 maschili e 16 femminili.

## Medagliere
| #      | Nazione     | Oro | Argento | Bronzo | Totale |
| ------ | ----------- | --- | ------- | ------ | ------ |
| 1      | Canada      | 12  | 5       | 13     | 30     |
| 2      | Stati Uniti | 10  | 19      | 8      | 37     |
| 3      | Brasile     | 7   | 6       | 5      | 15     |
| 4      | Venezuela   | 1   | 0       | 2      | 3      |
| 5      | Cuba        | 1   | 0       | 1      | 2      |
| 6      | Giamaica    | 0   | 3       | 0      | 3      |
| 7      | Argentina   | 0   | 2       | 1      | 3      |
| 8      | Panama      | 0   | 1       | 0      | 1      |
| 9      | Suriname    | 0   | 0       | 1      | 1      |
| Totale | Totale      | 32  | 32      | 32     | 96     |

## Podi

### Uomini
| Evento               | Oro                                                                        | Prest.   | Argento                                                             | Prest.   | Bronzo                                                             | Prest.   |
| Stile libero         |                                                                            |          |                                                                     |          |                                                                    |          |
| 50 m                 | Fernando Scherer                                                           | 22”24    | José Martín Meolans                                                 | 22”46    | Marcos Hernández                                                   | 22”79    |
| 100 m                | Fernando Scherer                                                           | 49”19    | José Martín Meolans                                                 | 49”49    | Gustavo Borges                                                     | 50”10    |
| 200 m                | Gustavo Borges                                                             | 1'49”41  | Scott Tucker                                                        | 1'50”99  | Leonardo Costa                                                     | 1'51”29  |
| 400 m                | Luiz Lima                                                                  | 3'52”24  | Austin Ramirez                                                      | 3'53”64  | Rick Say                                                           | 3'54”66  |
| 1500 m               | Tim Siciliano                                                              | 15'14”94 | Luiz Lima                                                           | 15'21”92 | Ricardo Monasterio                                                 | 15'28”64 |
| Dorso                |                                                                            |          |                                                                     |          |                                                                    |          |
| 100 m                | Rodolfo Falcón                                                             | 54”93    | Alexandre Massura                                                   | 55”17    | Matt Allen                                                         | 55”86    |
| 200 m                | Leonardo Costa                                                             | 1'59”33  | Aaron Peirsol                                                       | 1'59”77  | Dan Shevchik                                                       | 2'00”27  |
| Rana                 |                                                                            |          |                                                                     |          |                                                                    |          |
| 100 m                | Ed Moses                                                                   | 1'00”99  | Jarrod Marrs Morgan Knabe                                           | 1'02”11  |                                                                    |          |
| 200 m                | Morgan Knabe                                                               | 2'14”73  | Steve West                                                          | 2'16”26  | Mark Gangloff                                                      | 2'16”60  |
| Farfalla             |                                                                            |          |                                                                     |          |                                                                    |          |
| 100 m                | Francisco Sánchez                                                          |          | Shamek Pietucha                                                     |          | José Martín Meolans                                                |          |
| 200 m                | Shamek Pietucha                                                            | 1'59”10  | Steven Brown                                                        | 1'59”52  | Devin Howard                                                       | 1'59”82  |
| Misti                |                                                                            |          |                                                                     |          |                                                                    |          |
| 200 m                | Curtis Myden                                                               |          | Joe Montague                                                        |          | Owen von Richter                                                   |          |
| 400 m                | Curtis Myden                                                               |          | Eric Donnelly                                                       |          | Owen von Richter                                                   |          |
| Staffette            |                                                                            |          |                                                                     |          |                                                                    |          |
| 4x100 m stile libero | Brasile Fernando Scherer César Quintaes André Cordeiro Gustavo Borges      | 3'17”18  | Stati Uniti Scott Tucker Dan Phillips Jarod Schroeder Justin Ewers  | 3'19”00  | Venezuela Luis Rojas Francisco Páez José Quevedo Francisco Sánchez | 3'22”21  |
| 4x200 m stile libero | Stati Uniti Adam Messner Dan Phillips Devin Howard Scott Tucker            | 7'22”29  | Brasile Leonardo Costa Rodrigo Castro André Cordeiro Gustavo Borges | 7'22”92  | Canada Mark Johnston Brian Johns Yannick Lupien Rick Say           | 7'23”02  |
| 4x100 m misti        | Brasile Alexandre Massura Marcelo Tomazini Fernando Scherer Gustavo Borges | 3'40”27  | Stati Uniti Matt Allen Ed Moses Jarod Schroeder Scott Tucker        | 3'35”81  | Canada Mark Versfeld Morgan Knabe Shamek Pietucha Yannick Lupien   | 3'38”16  |

### Donne
| Evento               | Oro                                                                  | Prest. | Argento                                                                  | Prest. | Bronzo                                                             | Prest. |
| Stile libero         |                                                                      |        |                                                                          |        |                                                                    |        |
| 50 m                 | Tammie Spatz                                                         |        | Eileen Coparropa                                                         |        | Laura Nicholls                                                     |        |
| 100 m                | Laura Nicholls                                                       |        | Tammie Spatz Marianne Limpert                                            |        |                                                                    |        |
| 200 m                | Jessica Deglau                                                       |        | Janelle Atkinson                                                         |        | Talor Bendel                                                       |        |
| 400 m                | Kaitlin Sandeno                                                      |        | Janelle Atkinson                                                         |        | Joanne Malar                                                       |        |
| 800 m                | Kaitlin Sandeno                                                      |        | Janelle Atkinson                                                         |        | Lindsay Beavers                                                    |        |
| Dorso                |                                                                      |        |                                                                          |        |                                                                    |        |
| 100 m                | Kelly Stefanyshyn                                                    |        | Denali Knapp                                                             |        | Beth Botsford                                                      |        |
| 200 m                | Denali Knapp                                                         |        | Beth Botsford                                                            |        | Kelly Stefanyshyn                                                  |        |
| Rana                 |                                                                      |        |                                                                          |        |                                                                    |        |
| 100 m                | Staciana Stitts                                                      |        | Kristen Woodring                                                         |        | Lauren van Oosten                                                  |        |
| 200 m                | Lauren van Oosten                                                    |        | Annemieke McReynolds                                                     |        | Katie Yevak                                                        |        |
| Farfalla             |                                                                      |        |                                                                          |        |                                                                    |        |
| 100 m                | Karen Campbell                                                       |        | Jessica Deglau                                                           |        | Karine Chevrier                                                    |        |
| 200 m                | Jessica Deglau                                                       |        | Jennifer Button                                                          |        | Kalyn Keller                                                       |        |
| Misti                |                                                                      |        |                                                                          |        |                                                                    |        |
| 200 m                | Joanne Malar                                                         |        | Maggie Bowen                                                             |        | Marianne Limpert                                                   |        |
| 400 m                | Joanne Malar                                                         |        | Maggie Bowen                                                             |        | Carolyn Adel                                                       |        |
| Staffette            |                                                                      |        |                                                                          |        |                                                                    |        |
| 4x100 m stile libero | Canada Jessica Deglau Marianne Limpert Sarah Evanetz Laura Nicholls  |        | Stati Uniti Tammie Spatz Courtney Shealy Stefanie Williams Jen Eberwien  |        | Brasile Juliana Machado Rebeca Gusmão Flávia Delaroli Tatiana Lima |        |
| 4x200 m stile libero | Canada Jessica Deglau Joanne Malar Marianne Limpert Laura Nicholls   |        | Stati Uniti Caroline Geehr Julia Stowers Megan Melgaard Talor Bendel     |        | Brasile Monique Ferreira Nayara Ribeiro Tatiana Lima Ana Muniz     |        |
| 4x100 m misti        | Stati Uniti Denali Knapp Staciana Stitts Karen Campbell Tammie Spatz |        | Canada Kelly Stefanyshyn Lauren van Oosten Jessica Deglau Laura Nicholls |        | Brasile Fabíola Molina Tanya Schun Patrícia da Silva Tatiana Lima  |        |